# Liste von Kampfmesser-Bajonett-Kombinationen
Dies ist eine unvollständige Liste  von Kampfmesser-Bajonett-Kombinationen. In dieser Liste werden nur seriengefertigte Bajonette aufgeführt.
Kampfmesser- und Dolche finden sich in der Liste von Kampfmessern und -Dolchen, damalige Fremdgeräte vom Typ Seitengewehr/Bajonett, die vom Heereswaffenamt verzeichnet wurden, in der Liste von Bajonetten gemäß den Kennblättern fremden Geräts D 50/1.
Eine Übersicht über militärische Blankwaffen findet sich in der Liste der Listen der Hieb-, Stich-, Schlag- und Stoßwaffen sowie in der Kategorie:Militärische Klingenwaffe.
| Bezeichnung                                                                             | Bild | Herkunftsland                                                                            |
| --------------------------------------------------------------------------------------- | ---- | ---------------------------------------------------------------------------------------- |
| AK-Bajonett Variante 6Ch3                                                               |      | Sowjetunion                                                                              |
| AK-Bajonett Variante 6Ch4                                                               |      | Sowjetunion                                                                              |
| AK-Bajonett Variante 6Ch5                                                               |      | Sowjetunion                                                                              |
| B 2000/CAN Bayonet 2000/B2005 CAN/B2005-MAL FN                                          |      | Eickhorn-Solingen GmbH Deutschland                                                       |
| Bulton Nr. 7 Mk. I für die Sten Maschinenpistole                                        |      | Vereinigtes Königreich, 1945, 330000 Stück                                               |
| Bayonet-Knife M6                                                                        |      | Vereinigte Staaten                                                                       |
| Bayonet-Knife M7                                                                        |      | Vereinigte Staaten                                                                       |
| Bajonett M81                                                                            |      | Volksrepublik China                                                                      |
| Bajonett M95                                                                            |      | Volksrepublik China                                                                      |
| Fulcrum Bajonet NFG Black und Fulcrum Bajonet NFG Desert SW                             |      | Extrema Ratio, Italien                                                                   |
| G3 Bajonett / Nato Bajonett                                                             |      | ?                                                                                        |
| G3 Bajonett (scharf geschliffen)                                                        |      | Eickhorn-Solingen GmbH Deutschland                                                       |
| Glock Feldmesser Feldmesser 78 und Feldmesser 81                                        |      | Glock GmbH, Österreich                                                                   |
| Kampfmesser 87 (KM 87)                                                                  |      | Deutsche Demokratische Republik, Bajonett und Überlebensmesser der Nationalen Volksarmee |
| KCB 77                                                                                  |      | Eickhorn-Solingen GmbH Deutschland                                                       |
| M-1900 Bowie Bayonet / Krag Bowie-Bajonett                                              |      | Springfield Armory, Vereinigte Staaten                                                   |
| L3A1 Bayonet                                                                            |      | Vereinigtes Königreich                                                                   |
| M-4 US-Bajonett (für M1 Carbine)                                                        |      | Vereinigte Staaten                                                                       |
| M-5 Bajonett                                                                            |      | Vereinigte Staaten                                                                       |
| M-9 Multipurpose Bayonet System                                                         |      | Buck Knives (1986–1990), Lan Cay (ab 1992), Ontario Knife Company Vereinigte Staaten     |
| Model (M)1965 (G3 Nato Bajonett in scharf) in Schweden auch AK4 Bajonett genannt        |      | BAHCO = A. B. Bahco = Bernt August Hjort & Co. aus Enköping Schweden                     |
| Messerbajonett G98,K98 Demag                                                            |      | Deutsche Maschinenfabrik, Düsburg = Demag Deutsches Reich                                |
| OKC-3S                                                                                  |      | Ontario Knife Company, Vereinigte Staaten                                                |
| Ontario OKC-10 Tanto Bayonet System                                                     |      | Ontario Knife Company, Vereinigte Staaten                                                |
| Oplita Bayonet Tanto                                                                    |      | Fox Knives, Italien                                                                      |
| Pesh-Kabz (555 Stück)                                                                   |      | Indien, hergestellt von Wilkinson Sword, England                                         |
| Spartan Defender                                                                        |      | Fox Knives, Italien                                                                      |
| Spartan 2 Bayonet Leonida                                                               |      | Fox Knives, Italien                                                                      |
| Spartan Combat                                                                          |      | Fox Knives, Italien                                                                      |
| Seitengewehr 84/98 Ausführung 3                                                         |      | Deutsches Reich                                                                          |
| Seitengewehr Modell 42                                                                  |      | Carl Eickhorn, Solingen (Vorläufer der Eickhorn-Solingen GmbH) Deutsches Reich           |
| SG2000 WC-G36                                                                           |      | Eickhorn-Solingen GmbH Deutschland                                                       |
| SG2000-G36                                                                              |      | Eickhorn-Solingen GmbH Deutschland                                                       |
| SG200 WC-Nato                                                                           |      | Eickhorn-Solingen GmbH Deutschland                                                       |
| SG 2000 WC-F                                                                            |      | Eickhorn-Solingen GmbH Deutschland                                                       |
| SOG BAR15T Tanto Bayonet                                                                |      | SOG, Vereinigte Staaten                                                                  |
| Sudanesisches AR-10 Bajonett (inspiriert vom deutschen Jaspers SG-42 Versuchs-Bajonett) |      | Deutschland, um 1960, 2.508 Stück                                                        |
| Victorinox Modell STGW 90 (Bajonett 90, Swiss Model 1990 Bayonet)                       |      | Victorinox, Schweiz                                                                      |
| 6X9-1 Bajonett                                                                          |      | JSC "KAMPO", Russland                                                                    |

## Belege
1. ↑  Frederick J. Stephens: . 1. Auflage. Motorbuch Verlag, Stuttgart 1981, ISBN 3-87943-812-9, S. 172 (Inklusive Zeichnung).